# Мозер, Роланд
Ро́ланд Мо́зер (нем. Roland Moser; род. 1954) — швейцарский кёрлингист и тренер по кёрлингу.
Двукратный чемпион Швейцарии среди мужчин. Как тренер мужской сборной Швейцарии участник чемпионатов мира и Европы.

## Достижения
- Чемпионат Швейцарии по кёрлингу среди мужчин: золото (2000, 2004).

## Команды
| Сезон   | Четвёртый       | Третий          | Второй          | Первый                | Запасной                                  | Турниры           |
| ------- | --------------- | --------------- | --------------- | --------------------- | ----------------------------------------- | ----------------- |
| 1994—95 | Роланд Мозер    | Roland Ryf      | Hermann Blaser  | Stefan Roethlisberger |                                           |                   |
| 1999—00 | Андреас Шваллер | Маркус Эгглер   | Дамиан Грихтинг | Марко Рамштайн        | Роланд Мозер                              | ЧШМ 2000          |
| 2003—04 | Андреас Шваллер | Кристоф Шваллер | Марко Рамштайн  | Роланд Мозер          | Markus Rindlisbacher                      | ЧШМ 2004          |
| 2004—05 | Андреас Шваллер | Кристоф Шваллер | Маркус Эгглер   | Марко Рамштайн        | Роланд Мозер тренер: Markus Rindlisbacher | ЧЕ 2004 (7 место) |
| 2004—05 | Андреас Шваллер | Кристоф Шваллер | Марко Рамштайн  | Роланд Мозер          |                                           |                   |
| 2006—07 | Андреас Шваллер | Андреас Хенни   | Томас Липс      | Дамиан Грихтинг       | Роланд Мозер                              |                   |
| 2007—08 | Андреас Шваллер | Роланд Мозер    | Томас Липс      | Дамиан Грихтинг       |                                           |                   |

(скипы выделены полужирным шрифтом)

## Результаты как тренера национальных сборных
| Год  | Турнир                                       | Сборная             | Место |
| ---- | -------------------------------------------- | ------------------- | ----- |
| 2000 | Чемпионат Европы по кёрлингу 2000            | Швейцария (мужчины) | 6     |
| 2001 | Чемпионат мира по кёрлингу среди мужчин 2001 | Швейцария (мужчины) | 2     |
| 2001 | Чемпионат Европы по кёрлингу 2001            | Швейцария (мужчины) | 2     |
| 2005 | Чемпионат мира по кёрлингу среди мужчин 2005 | Швейцария (мужчины) | 7     |